# Askøy
Pour les articles homonymes, voir Askoy.
Askøy (« l'île aux Frênes ») est une kommune insulaire de Norvège située juste au nord de Bergen et dont le centre administratif est Kleppestø. L'île est reliée au continent par un pont suspendu, le pont d'Askøy construit en 1992.
Askøy tire son nom du village Ask et de øy, qui signifie « île » en nynorsk.
Askøy a donné son nom au voilier, l’Askøy II, avec lequel Jacques Brel quitta l'Europe pour les Caraïbes puis le Pacifique quand il décida de mettre un terme à sa carrière de chanteur.

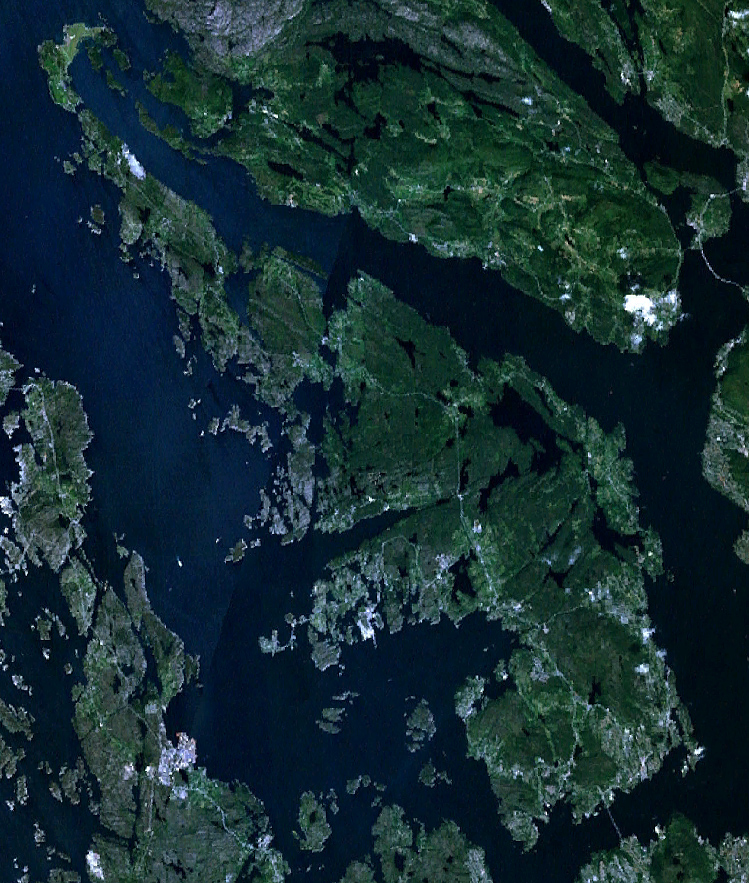
Image satellite d'Askøy.